# Katarzyna Sobieska
Katarzyna z Sobieskich herbu Janina I voto Zasławska, II voto Radziwiłłowa (ur. 7 stycznia 1634, zm. 29 września 1694) – polska szlachcianka, siostra króla Polski Jana III Sobieskiego. Podkanclerzyna, hetmanowa polna litewska, starosta człuchowski w latach 1680–1688.
Poślubiła w 1650 Władysława Dominika Zasławskiego, który zmarł w 1656 roku. 13 czerwca 1658 roku wyszła za mąż za Michała Kazimierza Radziwiłła. Z tego małżeństwa urodziła Karola Stanisława Radziwiłła, kanclerza wielkiego litewskiego i Jerzego Józefa.
Po wyborze brata na króla rezydowała głównie w zamku królewskim w Warszawie, a pod koniec życia - w warszawskim klasztorze karmelitanek bosych. Znaczne sumy przeznaczała na budowę i uposażenie kościołów, nie życząc sobie dowodów wdzięczności w postaci epitafiów. Pochowana została w Nieświeżu, z wyjątkiem serca pochowanego osobno w stołecznym kościele karmelitanek bosych.